# Socket 1
El Socket 1 fue uno de la serie de zócalos estándares en el cual varios procesadores x86 podían ser utilizados. Fue el primer zócalo estándar para los procesadores Intel 486.
Era un zócalo de 169 pin LIF/ZIF PGA (17x17) adecuado para los procesadores de 5v, 16-33 MHz 486 SX, 486 DX, 486 DX2 y DX4 Overdrive.
- Datos: Q1186486
- Multimedia: Socket 1 / Q1186486